# カロリーネ＝マティルデ (デンマーク王女)
カロリーネ＝マティルデ・ア・ダンマーク（デンマーク語: Caroline-Mathilde af Danmark, 1912年4月27日 - 1995年12月12日）は、デンマークの王族、デンマーク王女（Prinsesse af Danmark）。デンマーク王位継承者とされた従兄のクヌーズ王子と結婚し、世継ぎ王子の妃（Arveprinsesse）の称号で呼ばれた。
全名はカロリーネ＝マティルデ・ルイーセ・ダウマー・クリスティアーネ・モート・アウグスタ・インゲボー・テューラ・エーゼルハイト（Caroline-Mathilde Louise Dagmar Christiane Maud Augusta Ingeborg Thyra Adelheid）。

## 生涯
デンマーク王フレゼリク8世の三男ハーラル王子と、その妻でシュレースヴィヒ＝ホルシュタイン＝ゾンダーブルク＝グリュックスブルク公フリードリヒ・フェルディナントの娘であるヘレーネ・エーゼルハイトの間の次女として生まれた。名前は母方の祖母のカロリーネ・マティルデにちなんで付けられ、家族からはカルマ（Calma）の愛称で呼ばれた。1933年9月8日にシェラン島のフレゼンスボー宮殿において、従兄のクヌーズ王子と結婚した。夫妻はコペンハーゲンの北のコンゲンス・リュンビューにあるソーゲンフリ宮殿に住んだ。
当時のデンマークの王位継承法は男子継承を定めていたため、1947年にクヌーズの兄で男子の無いフレゼリク9世が王位に就くと、弟クヌーズとカロリーネ＝マティルデが次期王位継承者夫妻となった。しかし、1953年にデンマーク議会は王位継承法を改定して女子継承を認め、王位継承者はクヌーズからフレゼリク9世の長女マルグレーテ（後のマルグレーテ2世）となり、カロリーネ＝マティルデは王妃にはなれなかった。カロリーネ＝マティルデは1995年、長く住居としていたコペンハーゲン郊外のソーゲンフリ宮殿で亡くなった。

## 子女
- エリサベト（1935年 - 2018年）
- インゴルフ（英語版）（1940年 - ） 貴賎結婚のため、王室から離脱、ローセンボー伯爵に叙される
- クリスチャン（英語版）（1942年 - 2013年） 貴賎結婚のため、王室から離脱、ローセンボー伯爵に叙される